# Méthode Karvonen
La méthode de Karvonen  est utilisée dans le domaine du sport pour planifier des plans d'entraînement de sportif (de tout niveau) sur la base de la fréquence cardiaque (rythme cardiaque). Cette méthode utilise la fréquence cardiaque comme indicateur des zones d'utilisation des filières énergétiques (la filière aérobie et anaérobie lactique).
Cette méthode prend en compte différents paramètres : 
- fréquence cardiaque maximale (rythme cardiaque maximal qu'un individu peut atteindre).
- fréquence cardiaque au repos (rythme cardiaque).
- fréquence cardiaque de réserve[2].

## La fréquence cardiaque maximale
La fréquence cardiaque maximale est le rythme cardiaque maximal auquel doit idéalement battre votre cœur.
Elle est mesurée directement sur le terrain ou en laboratoire grâce à différents tests sportifs. Elle peut aussi être calculée grâce à l'équation d'Astrand.

### Équation d'Haskell et Fox
- FC max = 220 – âge (pour les hommes).
- FC max = 226 - âge (pour les femmes).
- Formule générale : FC max = 207-(0,7 x âge) (pour les hommes et les femmes).

Ces équations restent des calculs approximatifs de la fréquence cardiaque maximale théorique. Elles ne prennent pas compte la variabilité interindividuelle. Pour avoir une fréquence cardiaque la plus juste possible, il est préférable d'aller la mesurer sur le terrain directement ou en laboratoire. Pour la mesurer sur terrain, il est préférable d'utiliser un cardio-fréquencemètre.

## La fréquence cardiaque au repos
La fréquence cardiaque au repos (FC repos) : permet d'apprécier le nombre minimal de pulsations cardiaques. La fréquence de repos doit être mesurée au réveil, avant tout effort physique et en situation de relâchement complet, c'est-à-dire avant de sortir du lit le matin et en ayant passé une bonne nuit. 

Elle se mesure en prenant son pouls ou en utilisant un matériel de mesure (cardio fréquencemètre). 

## La fréquence cardiaque de réserve
C'est toute l'amplitude cardiaque se trouvant en dessous de la fréquence cardiaque maximale. Cette amplitude est la plage que l'individu utilise pour vivre quotidiennement (pour les escaliers, pour marcher, etc.).

### Calcul de la fréquence cardiaque de réserve
FC réserve = FC max - FC repos
Exemple
- FC max = 200 ; FC repos = 50
- FC réserve = FC max(200) – FC repos(50)
- FC réserve = 150

La FC réserve est donc de 150 pulsations.

## Méthode de Karvonen au service de l'entraînement sportif
Il y a plusieurs plages d'entraînement :

### Endurance fondamentale
L'effort doit se retrouver autour de [70 % de FC réserve + FC repos] et doit représenter au minimum 80 % du temps d'effort (entraînement) hebdomadaire.
Zone de travail idéale pour l'élimination du stress, la perte de poids, et le travail aérobie.
Attention : le travail effectué sous la barre des 50 % ne sera pas bénéfique à l'augmentation de la capacité aérobie. En revanche, il sera utile pour les phases de récupération et d'échauffement.

### Résistance douce
L'effort doit se retrouver autour de [70 à 85 % de FC réserve + FC repos] et doit correspondre à 15 % du temps de travail hebdomadaire.
Cette zone de travail permet d'améliorer la capacité de résistance au ions [H+] à concentration modérée.

### Résistance dure
L’effort doit se trouver autour de [85 à 95 % de FC réserve + FC repos] et doit correspondre au maximum à 5 % du temps de travail hebdomadaire.
Cette zone permet d'améliorer la capacité à supporter les ions [H+] à forte concentration.

### Remarque
Les pourcentages de temps de travail sont des références de base. Il est possible et même conseillé de modifier ces temps en fonction de la période de la saison du sportif et de ses capacités physiques à améliorer.
Par exemple, un coureur en début de saison va accentuer la zone de travail d'endurance fondamentale et diminuera fortement la zone de travail de résistance dure.
À l'approche des compétitions, il va inverser, diminuera la zone de travail d'endurance fondamentale et accentuera la zone de travail de résistance dure.